# Cotinga de Lubomirsk
Pipreola lubomirskii
Espèce
Statut de conservation UICN

 LC  : Préoccupation mineure
Le Cotinga de Lubomirsk (Pipreola lubomirskii) est une espèce d'oiseau de la famille des Cotingidae.